# Callimetopus irroratus
Callimetopus irroratus es una especie de escarabajo longicornio del género Callimetopus,  subfamilia Lamiinae. Fue descrita científicamente por Newman en 1842.
Se distribuye por Filipinas. Mide 13-21 milímetros de longitud.